# Johann Nikolaus Funck
Johann Nikolaus Funck (auch Johann Niclas Funck oder Johannes Nicolaus Funccius; * 26. November 1715 in Kassel; † 2. April 1758 in Marburg) war ein deutscher Klassischer Philologe und Hochschullehrer.

## Leben
Johann Nikolaus Funck war Sohn des Stadtwachtmeisters Heinrich Funck. Er besuchte zunächst das Pädagogium in Kassel, bevor er ab 1730 das Studium am dortigen Collegium Carolinum aufnahm. 1732 kam er an die Universität Rinteln, um unter anderem Theologie zu studieren. Nach Abschluss des Studiums wurde er Hofmeister zweier Freiherrn von Danckelmann. 1740 erhielt er zwei Rufe. Den Ruf als Hofprediger der Äbtissin von Herford Johanna Charlotte von Anhalt-Dessau lehnte er zu Gunsten der Stelle als Rektor der reformierten Schule sowie als Stipendiatenmajor an der Universität Rinteln ab.
Funck nahm einen am 15. September 1750 ergangenen Ruf als ordentlicher Professor der Beredsamkeit und Poesie an die Universität Marburg an. Dort leitete er 1754 als Prorektor die Universität sowie 1756 als Dekan die Philosophische Fakultät.  Bis 1756 vertrat er außerdem das Pädagogiarchat.
Funck war verheiratet mit einer Tochter von Johann Joachim Schröder. Der Philologe Johann Nicolaus Funck war sein Vetter.

## Schriften (Auswahl)
- Der schmertzliche Verlust Des Hochwohlgebohrnen Herrn, Herrn Friederich Carl Sylvester Frey-Herrn von Danckelmann, Des weyland Hochwohlgebohrnen und Gestrengen Herrn Friederich, Frey-Herrn von Danckelmann, Gewesenen Hochfürstl. Heßischen Land-Drosten der Graffschafft Schaumb. und Cantzley-Raths zu Rinteln, Jüngsten Herrn Sohns, Welcher Den 11. April 1738. in seinem Erlöser selig entschlaffen, und den 16. eiusd. zu seiner Ruhstatt gebracht worden, Mitleydend entworffen Von Johann Nicolaus Funck, S. Theol. Cult., Enax, Rinteln 1738.
- Carmen in obitum Caroli Laers, Consil. Regim. Rinteln I748.
- Oratio funebris Aug. Manibus Friderici I. Reg. Suec. etc. Marburg 1751.
- De lauru Apollini sacra. Marburg 1752.
- De origine et auctoritate prudentum apud Romano olium juris legumque interpretum. Marburg I754.